# Richard Breitenfeld
Richard Breitenfeld (Reichenberg, 13 de octubre de 1869 - Terezín, 1944) fue un barítono alemán, miembro de la Ópera de Frankfurt. Murió en el Campo de concentración de Theresienstadt, víctima del Holocausto perpetrado por los nazis.
Breitenfeld nació en Reichenberg, en el entonces Imperio Austrohúngaro (ahora Chequia). Debutó en 1897 como el Conde de Luna de Il trovatore en Colonia. En 1912, cantó en el estreno mundial de la opera de Franz Schreker Der ferne Klang en Frankfurt. Realizó grabacioness para el sello Odeon
Se lo recuerda con un memorial en Frankfurt.